# Aspilota vicina
Aspilota vicina är en stekelart som beskrevs av Sergey A. Belokobylskij 2007. Aspilota vicina ingår i släktet Aspilota och familjen bracksteklar. Inga underarter finns listade.